# Bank Indonesia
Bank Indonesia (voorheen Javasche Bank) (BI) is de centrale bank van de Republiek Indonesië. Als centrale bank, heeft BI maar één doel, namelijk de stabiliteit van de nationale munt, de roepia, te handhaven.